# 最短路徑樹
最短路径树（shortest-path tree），是一种使用最短路径算法生成的数据结构树。

## 定义
考虑一个连通无向图{\displaystyle G}，一个以顶点{\displaystyle v}为根节点的最短路径树{\displaystyle T}是图{\displaystyle G}满足下列条件的生成树——树{\displaystyle T}中从根节点{\displaystyle v}到其它顶点{\displaystyle u}的路径距离，在图{\displaystyle G}中是从{\displaystyle v}到{\displaystyle u}的最短路径距离。
在一个所有最短路径都明确（例如没有负长度的环）的连通图中，我们可以使用如下算法构造最短路径树：
1. 使用戴克斯特拉算法或贝尔曼-福特算法计算图 G 中从根节点 v 到 顶点 u 的最短距离{\displaystyle dist(u)}
2. 对于所有的非根顶点{\displaystyle u}，我们可以给{\displaystyle u}分配一个父顶点 {\displaystyle p_{u}}，{\displaystyle p_{u}}连接至u且 {\displaystyle dist(p_{u})+edge\_dist(p_{u},u)=dist(u)}。当有多个{\displaystyle p_{u}}满足条件时，选择从v到{\displaystyle p_{u}}的最短路径中边最少的{\displaystyle p_{u}}。当存在零长度环的时候，这条规则可以避免循环。
3. 用各个顶点和它们的父节点之间的边构造最短最短路径树。

上面的算法保证了最短路径树的存在。像最小生成树一样，最短路径树通常也不是唯一的。
在所有边的权重都相同的时候，最短路径树和广度优先搜索树一致。在存在负长度的环时，从{\displaystyle v}到其它顶点的最短简单路径不一定构成最短路径树。

## 外部文献
- Cahn, Robert S. . 1998.